# 10633 Akimasa
10633 Akimasa este un asteroid din centura principală de asteroizi.

## Descriere
10633 Akimasa este un asteroid din centura principală de asteroizi. A fost descoperit pe 20 februarie 1998 la Observatorul din Ondřejov de Petr Pravec. Asteroidul prezintă o orbită caracterizată de o semiaxă mare de 2,46 ua, o excentricitate de 0,09 și o înclinație de 7,2° în raport cu ecliptica.